# 法伦茨豪森
法伦茨豪森是德国巴伐利亚州的一个市镇。总面积37.64平方公里，总人口4720人，其中男性2429人，女性2291人（2011年12月31日），人口密度125人/平方公里。